# A Shanghai Woman
A Shanghai Woman (xinès simplificat: 上海一妇人) Pel·lícula muda xinesa de l'any 1925. Produïda per Mingxing amb guió de  Zheng Zhengqiu i dirigida per Zhang Shichuan.

## Estil
Aquesta pel·lícula s'emmarca en un conjunt de guions que Zheng Zhengqiu va  escriure durant els anys 20, que dramatitzaven el destí de les dones xineses en els diversos papers tradicionals: la vídua casta, la núvia infantil maltractada, la prostituta bondadosa, la treballadora de fàbrica a l'atur, la criada per contracte, l'esposa patidora amb un fill del seu matrimoni anterior, etc.
En el cas de "A Shanghai Woman", Zheng incorpora un to moralista i crítiques a la realitat social de l'època en relació a les que pateixen, en particular les prostitutes, com a víctimes d'injustícia social. El guionista va influir de forma significativa en la següent generació de cineastes xinesos.

## Sinopsi

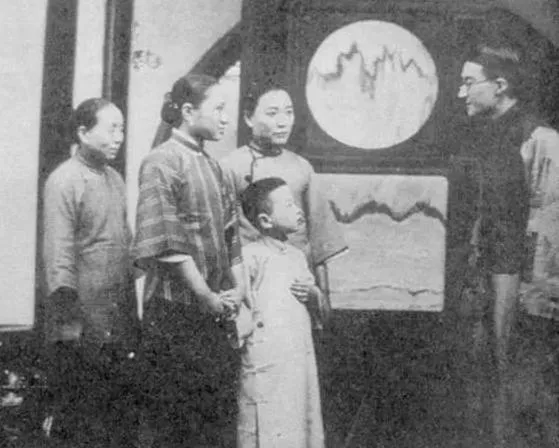
Imatge del film

En un poble a 320 quilòmetres de Xangai, els joves, la noia  Wu Aibao i el noi Zhao Guiquan estaven promesos des de petits. Zhao Guiquan era honest i amable, però una mica covard, i sovint era objete de burles i assetjat pels companys. Aibao sovint l'ajudava. Un dia, Aibao va conèixer la mare adoptiva de Guiquan, Lin. El pare d'Aibao, Yunsheng, va veure que Lin era ric, així que li va demanar que portés Aibao a Shanghai. Lin va obrir un bordell a Shanghai, però els vilatans no ho sabien. Abans de marxar, Aibao i Guiquan eren reticents a marxar. Després que Aibao marxés, Guiquan estava deprimit, assetjat i indefens. Volia anar a Shnaghai a trobar Aibao, però la seva mare biològica el va aturar.
Aviat, la seva mare va morir i Zhao Guiquan va emprendre el camí cap a Shanghai. Tanmateix, la ciutat era tan gran i plena de gent que no va poder trobar Aibao enlloc. En aquell moment, Aibao havia canviat el seu nom a Hua Danru. A causa de la influència i la seducció de Lin, dia i nit, s'havia convertit en una famosa i bella membre de l'alta societat. El ric Li Shuxiang estava fascinat per ella i anava a casa d'Aibao cada dia per beure i divertir-se. Més tard, Aibao va guanyar el títol de la dona més bella. Li va redimir Aibao amb 20.000 iuans i va prometre que, després de casar-se amb Aibao, no prendria concubines ni viatjaria a l'estranger, i va dipositar 100.000 iuans a nom d'Aibao al banc. Aibao trobava a faltar Guiquan i va dubtar. En veure això, Lin va portar el pare d'Aibao a Shanghai per facilitar l’assumpte.
El dia del seu casament, l'Aibao va veure de sobte Guiquan entre la multitud al carrer. Zequan també va reconèixer l'Aibao i va perseguir el seu cotxe, però malauradament va ser atropellada per un cotxe i enviada a l'hospital. Després de preguntar , l'Aibao va anar a l'hospital a visitar Zequan i va descobrir que una de les cames de Guiquan estava lesionada. L'Aibao va pagar els medicaments de Guiquan, va llogar una casa per a Guiquan i es va casar amb ell. Amb el pas del temps, l'esposa de Guiquan es va aprofitar de l'honestedat i la debilitat de Guiquan, va tenir una aventura i sovint es barallava amb Guiquan. Guiquan es va queixar a l'Aibao, però l'Aibao també estava angoixada perquè Li Shuxiang havia arruïnat la seva cita anterior amb una prostituta després de casar-se amb ell, de manera que només va poder persuadir Guiquan perquè tingués paciència. Finalment, l'Aibao es va divorciar de Li Shuxiang perquè Li Shuxiang va incomplir la seva promesa i va reprendre el seu antic negoci amb el nom de Hua Danru.
Un dia, Zhao Guiquan va dir a Aibao que la seva dona havia tingut una aventura amb dos homes alhora, cosa que va fer que els dos homes es matessin i morissin alhora. Més tard, Aibao es va voler casar amb Guiquan de nou, però Guiquan s'hi va negar. Aibao li va comprar terres segons els desitjos de Guiquan i el va enviar de tornada a la seva ciutat natal. Els que havien assetjat Guiquan abans van competir per fer-se amics amb ell, i Guiquan es va convertir en un home ric del poble.
Un dia, la Lin va portar una altra noia del camp, que estava decidida a no vendre's. En veure això, l'Aibao va recordar la seva pròpia experiència de vida i va pagar decididament diners per rescatar la noia. També la va enviar a una escola professional per a dones i va cobrir totes les seves despeses. Els professors de l'escola van quedar meravellats per l'acte just de l'Aibao. L'Aibao va recordar que ella havia caigut al mar del pecat i les dificultat per sortir d'aquella situació. No volia veure que els altres repetissin el mateix error.

## Repartiment
En el repartiment destaca la prestància  com a actor de Ma-Xu Weibang, amb vint anys,  que més tard seria un dels primers directors xinesos que va rodar films de cinema fantàstic. i de l'actriu Xuan Jinglin que va passar de ser prostituta a Shanghai a estrella del cinema. El seu paper en aquest film va ser escrit de forma expressa pel guionista Zheng Zhengqiu.
| Actor/ Actriu  | Paper               |
| -------------- | ------------------- |
| Ma-Xu Weibang  | Zhao Guiquan        |
| Wang Xianzhai  | Xu Dalong           |
| Wen Ji         | Yan Xiaoqing        |
| Yan Zhongyng   | Lin Fugen           |
| Cheng Gongyuan | Wu Yunsheng         |
| Zhao Chen      | Wang Laojiu         |
| Yan Suzhen     | Huang Eryuan        |
| Xuan Jinglin   | Wu Aibao/ Hua Danru |
| Shao Zhuanglin | Liu Zhitian         |
| Wang Jiting    | Li Shuxiang         |
| Huang Yunzhen  | Lin                 |